# John Hunt
Henry Cecil John Hunt, Baron Hunt (22 juni 1910 – 8 november 1998) was een Brits militair officier die het bekendst is van zijn expeditie in 1953 naar de Mount Everest. Hunt werd geboren in Marlborough, Wiltshire, Engeland en volgde zijn opleiding aan het Marlborough College. Hunt werd onderscheiden met de King's Gold Medal en de Anson Memorial Sword ten gevolge van zijn studie.

## Levensloop
Als kind bracht Hunt veel vakanties door in de Alpen, waar hij de kunst van het alpinisme leerde beheersen waar hij later profijt van zou hebben in verscheidene expedities in de Himalaya terwijl hij in militaire dienst was in India.
In 1931 keerde Hunt terug naar India als officier in het King's Royal Rifle Corps. Zodra hij in Engeland terugkeerde in 1940, werd Hunt hoofdinstructeur op de "Commando Mountain and Snow Warfare School". In 1944, kreeg Hunt een militaire onderscheiding, de Orde van Voorname Dienst nadat hij opnieuw toetrad tot het King's Royal Rifle Corps.
Hunt was een van de weinige westerlingen waarvan bekend is dat hij mogelijk een ontmoeting had met de verschrikkelijke sneeuwman of yeti van de Himalaya. Op een van zijn tochten in de Himalaya, voelde hij 's nachts de aanwezigheid van een groot beest nabij zijn tent. Toen hij naar buiten ging om op onderzoek te gaan, zag hij vaag een groot wezen wegsnellen. Toen hem later gevraagd werd waarom hij er niet op geschoten had, antwoordde hij: "dat zou moord geweest zijn". Een andere keer, in 1951, vond en fotografeerde Hunts team daadwerkelijk enkele mysterieuze voetafdrukken in de sneeuw op de berg, waarvan ze aannamen dat deze van de yeti waren.
In 1953 werd Hunt uitgekozen als leider van de negende Britse expeditie naar de Mount Everest, en de eerste om de beklimming met succes te volbrengen. Hunt koos twee klimteams uit om te proberen de top te bereiken. Het eerste duo keerde terug nadat ze boven op de berg uitgeput waren geraakt. De volgende dag werd er een tweede en laatste poging ondernomen door het fitste team van de twee. De top werd bereikt om half twaalf 's ochtends op 29 mei 1953 door de Nieuw-Zeelander Edmund Hillary en Sherpa Tenzing Norgay uit Nepal, na het beklimmen van de "South Col Route". Het nieuws van de geslaagde expeditie bereikte Londen in de ochtend van de kroning van Elizabeth II.
Toen de mannen enkele dagen teruggekeerd waren in Kathmandu, de hoofdstad van Nepal, ontdekten ze dat Hillary voor zijn inspanningen met de Orde van de Kousenband was onderscheiden, en Hunt met de Orde van het Britse Rijk.
Nadat Hunt met pensioen uit het leger was gegaan, werd hij de eerste "Director of the Duke of Edinburgh Award Scheme". In 1966 ontving hij de niet erfelijke titel Baron Hunt van Llanvair Waterdine in de County van Salop. Hij werd tevens de eerste voorzitter van de Parole Board.
In 1979 werd Hunt onderscheiden met de benoeming in de Orde van de Kousenband.
Op 88-jarige leeftijd stierf Hunt een natuurlijke dood in Henley-on-Thames in Oxfordshire.

## Militaire loopbaan
- Cadet:[1]
- Second Lieutenant: 30 januari 1930[1]
- Lieutenant: 30 januari 1933[1]
- Lokaal Captain: 6 januari 1934 - 2 april 1935 en 26 februari 1938 - 31 juli 1938 (Brits-Indisch leger)[1]
- Captain: 1 augustus 1938[1]
- Waarnemend Major: 23 september 1940 - 22 december 1940[1]
- Tijdelijk Major: 23 december 1940 - 5 januari 1941 en 24 oktober 1941 - 14 mei 1944[1]
- Oorlogsperiode Major: 15 mei 1944[1]
- Waarnemend Lieutenant Colonel: 15 februari 1944 - 14 mei 1944[1]
- Tijdelijk Lieutenant Colonel: 15 mei 1944 - januari 1946[1]
- Waarnemend Colonel: 17 oktober 1944[1]
- Colonel: 25 juni 1951 (pensioen 22 juni 1956)[1]
- Waarnemend Brigadier: 17 oktober 1944 - januari 1946[1]
- Tijdelijk Brigadier: 1 november 1953 - augustus 1955[1]
- Substantive Major: 1946
- Substantive Colonel: 1952
- Ere-Brigadier: 22 juni 1956[1]

## Onderscheidingen
- Lid in de Orde van het Britse Rijk
- Commandeur in de Orde van het Britse Rijk op 21 juni 1945[1]
- Knight Bachelor op 16 juli 1953[1]
- Ridder in de Orde van de Kousenband op 23 april 1979[1]
- DSO op 3 augustus 1944[1]
- King's Gold Medaille
- Anson Memorial Sword
- Indiase Politie Medaille in 1940[1]
- Hubbard Medaille
- Founder's Medaille 1830
- Lawrence Medaille
- Officier in het Legioen van Eer[2]
- Ridder Commandeur in de Orde van Pius[2]

## Boeken
- Hunt, John. The Ascent of Everest. Mountaineers' Books. ISBN 0-89886-361-9